# Wilcza Jama (województwo śląskie)
Wilcza Jama – osada leśna w Polsce położona w województwie śląskim, w powiecie myszkowskim, w gminie Koziegłowy.